# Orson de Nemours
Orson Ier (ou II) de Nemours (v. 1165, 24 janvier 1233), baron de Brécy-en-Berry, deuxième fils du grand chambellan de France Gauthier de Villebéon et d'Aveline de Nemours. En 1191, il remplace son frère Philippe, décédé, comme chambellan auxiliaire, puis, conseiller intime de Louis VIII, il est nommé chambellan du prince royal Louis IX. 
Le 18 septembre 1214, il signe la trêve, au nom de Philippe Auguste (de mandato nostro), avec le roi d'Angleterre,.
De 1227 à 1232, il est assesseur du Grand chambrier de France, Barthélemy de Roye, lors des réunions semestrielles à Échiquier de Normandie.
Il est probable qu'il épouse, vers 1180, Liesse de Méréville, fille de Guy II de Méréville et Hildeburge. Orson laissa quatre enfants qui lui survécurent :
- Orson (ou Urson) II (ou III) (à moins qu'il y ait une redondance et que cet Orson ne fasse qu'un avec son neveu ci-après ?)
- Philippe († avril 1237), évêque de Châlons
- Marguerite, dame d'Obsonville, épouse d'Eudes II de Sully-Beaujeu
- Guy de Nemours-Méréville († 1236) qui devient seigneur de Méréville (Guy III) après la mort de son frère aîné Orson ; Mari vers 1218 d'Isabeau de Pithiviers dame d'Aschères et Rougemont, et père d'Orson III († 1242). Orson/Urson III est le père de l'héritière Jeanne de Nemours († vers 1268/1275) qui apporte Méréville, Brécy, Aschères et Rougemont à son mari Guillaume IV de Linières, épousé vers 1250/1255, d'où Postérité.